# 粘液双边凹螺
粘液双边凹螺（学名：Chamalycaeus muciferis）为环口螺科双边凹螺属的动物，是中国的特有物种。

## 分佈
本物種分佈於中国四川，生活环境为陆地，一般栖息于潮湿多腐殖质的灌木草丛中以及石块落叶朽木下。